# Alain Turicchia
Alain Turicchia (né le 4 septembre 1975 à Faenza) est un coureur cycliste italien, professionnel de 1997 à 2001. Il n'a remporté qu'une seule victoire au cours de sa carrière professionnelle.

## Biographie
Champion d'Italie militaire en 1994 et troisième du Giro del Medio Brenta 1996, Alain Turicchia passe professionnel l'année suivante dans l'équipe italienne Asics-CGA. C'est avec cette formation qu'il participe au Tour de France 1998, où il réalise 3 tops 10 d'étapes, avec pour meilleur résultat une quatrième place lors de la 2e étape. Lors de cette course, des traces d'EPO lui sont retrouvées dans les urines. Cependant, les analyses suivantes n'ont pas pu confirmer ce résultat.
Il entre dans l'équipe Riso Scotti-Vinavil en 1999 puis passe chez Amica Chips-Tacconi Sport en 2000, où il remporté sa seule victoire lors de la deuxième étape du Tour de Castille-et-León. Il termine sa carrière en 2001 dans la formation slovaque De Nardi-Pasta Montegrappa.

## Palmarès
- 1994
  -  Champion d'Italie militaires
- 1996
  - 3e du Giro del Medio Brenta
- 2000
  - 2e étape du Tour de Castille-et-León

## Résultats sur les grands tours

### Tour de France
- 1998 : 74e